# رابرت پاتریک (نمایشنامه‌نویس)
رابرت پاتریک (انگلیسی: Robert Patrick; ۲۷ سپتامبر ۱۹۳۷ – ۲۳ آوریل ۲۰۲۳) نمایشنامه‌نویس، شاعر، نویسنده، رمان‌نویس، ترانه‌سرا، ترانه‌پرداز، و فیلم‌نامه‌نویس اهل ایالات متحده آمریکا بود.